# Estação Can Boixeres
Can Boixeres é uma estação da linha Linha 5 do Metro de Barcelona.

## Facilidades
- escada rolante;

## Localização
- Barcelona;  Espanha,  Catalunha.